# Shapna pluvialis
Shapna pluvialis is een spinnensoort in de taxonomische indeling van de wolfspinnen (Lycosidae).
Het dier behoort tot het geslacht Shapna. De wetenschappelijke naam van de soort werd voor het eerst geldig gepubliceerd in 1983 door Heikki Hippa & Pekka T. Lehtinen.